# Nucli de condensació del núvol

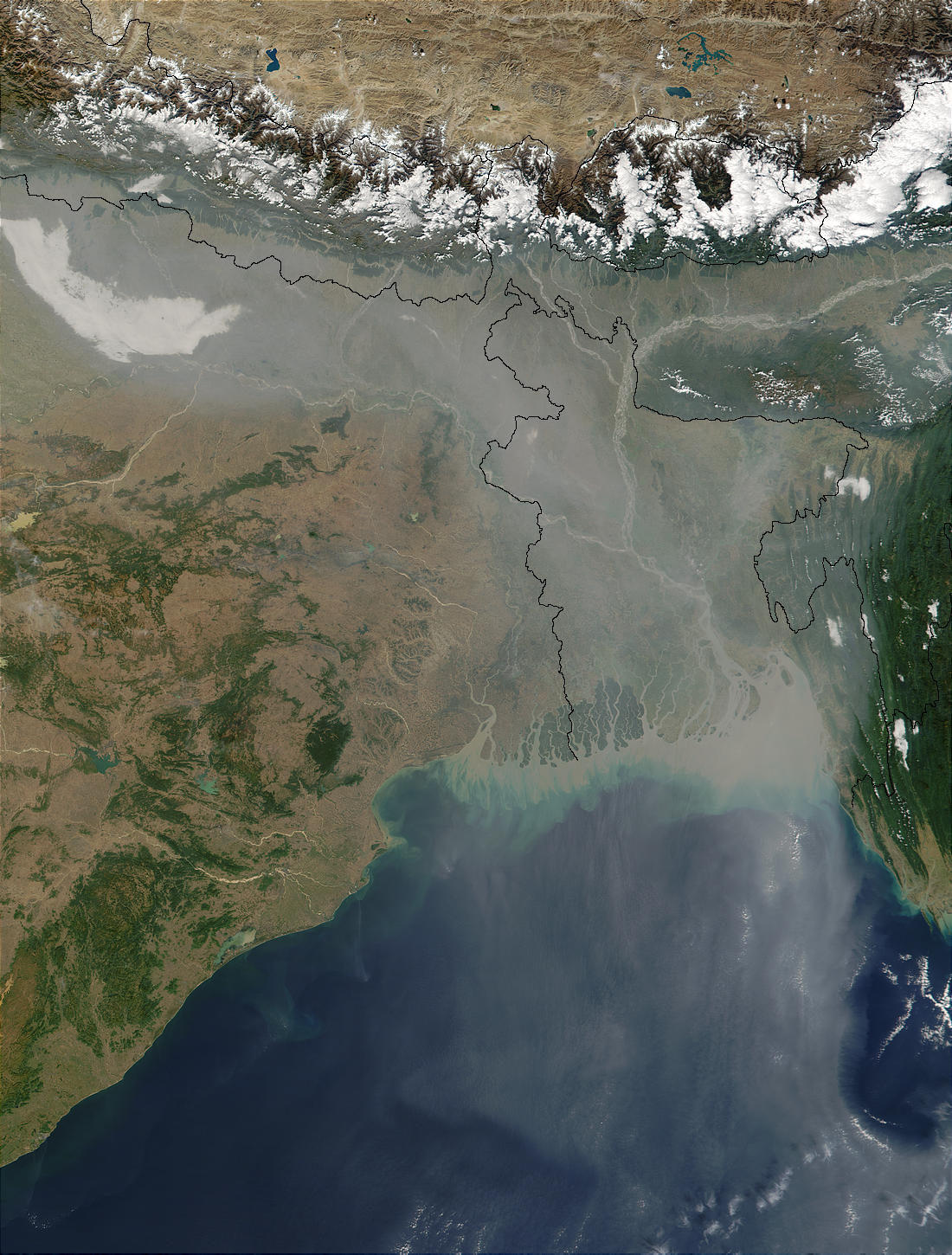
Contaminació de l'aire sobre el nord de l'Índia i Bangladesh - NASA

Els nuclis de condensació en els núvols o CCNs (també coneguts com llavors dels núvols) són petites partícules típicament de 0,2 µm, o 1/100 de la mida d'una goteta de núvol) sobre les quals poder fer coalescència les gotes dels núvols. L'aigua requereix una superfície no gasosa per a fer la transició des del vapor al líquid. En l'atmosfera aquesta superfície es presenta com unes tènues partícules sòlides o líquides que s'anomenen (segons les sigles en anglès de “nuclis de condensació dels núvols”) CCNs. Quan no són presents aquests CCNs el vapor d'aigua pot estar sobrerefredat per sota dels 0 °C abans que les gotetes de manera espontània es formin (això és la base de la cambra del núvol per a detectar partícules subatòmiques). Per sobre de les temperatures de congelació l'aire pot estar sobresaturat al voltant del 400% abans que les gotetes es puguin formar.
El concepte de nuclis de condensació dels núvols va portar a la idea de la sembra de núvols, que intenta incrementar la quantitat de pluja o neu.

## Mida, abundància i composició
Una gota de pluja típica fa uns 2 mm de diàmetre, una goteta de núvol típica fa uns 0,02 mm, i un nucli típic de condensació de núvol (aerosol) fa de l'ordre de 0,0001 mm o 0.1 micròmetres o més de diàmetre. El nombre de nuclis de condensació en l'aire es troba entre els 100 a 1000 per centímetre cúbic. La massa total de CCNs injectada dins l'atmosfera s'ha estimat en 2x1012 kg en el període d'un any. Les grans concentracions de partícules són també responsables de la calitja en zones amb humitats més baixes. Aquesta calitja seca també té un efecte sobre el clima ja sia per l'absorció o per la reflexió de la radiació (vegeu l'albedo).
Hi ha molts tipus diferents de partícules que poden actuar com nuclis de condensació. Les partícules poden estar compostes de pols o argila, sutge o carbó negre de les praderies o dels incendis forestals, sal marina de les escumes de les onades dels oceans soot de les fàbriques o de la combustió dels motors,, sulfats de l'activitat volcànica, fitoplàncton o de l'oxidació del diòxid de sofre i de manera secundària de la matèria orgànica formada per l'oxidació de compostos orgànics volàtils. La capacitat d'aquestes partícules diferents de formar gotetes de núvol varia segons la seva mida i la seva composició exacta, ja que les seves propietats higroscòpiques són molt diferents

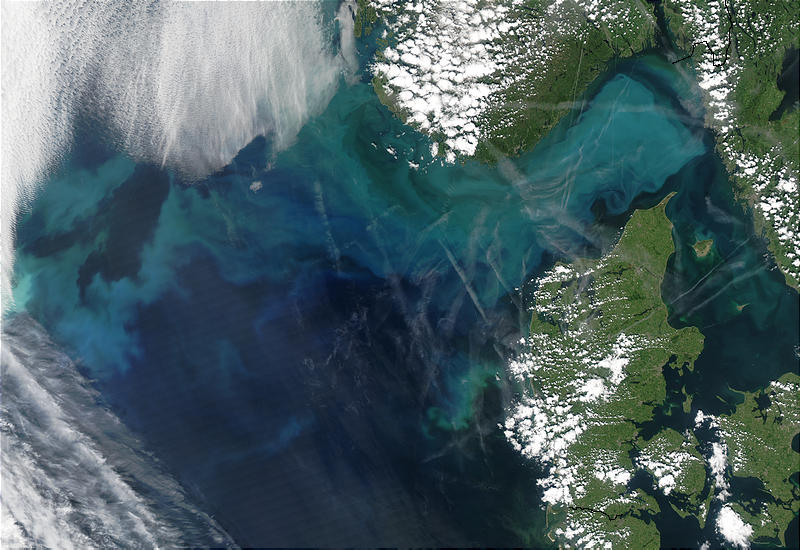
Florida de fitoplàncton a la Mar del Nord i Skagerrak - NASA

## Paper en el fitoplàncton
Els aerosols de sulfat (SO₄2- i les gotetes de l'àcid metanosulfònic actuen com a CCNs. Aquests aerosols de sulfat es formen parcialment a partir del sulfur de dimetil (DMS) produït pel fitoplàncton al mar obert. Les grans florides d'algues contribueixen a l'increment de DMS en l'atmosfera i fan de nuclis de condensació amb un possible efecte sobre el clima (Hipòtesi CLAW)